# 瑟格雷
瑟格雷（法語：Segré，發音：[səɡʁe] ⓘ）是法国曼恩-卢瓦尔省的一个旧市镇，也是该省的原副省会，位于该省西北部。2016年12月15日，2016年12月15日，瑟格雷与邻近的14个市镇合并为新市镇蓝色安茹地区瑟格雷，成为了蓝色安茹地区瑟格雷的委派市镇与政府驻地。瑟格雷原为曼恩-卢瓦尔省的副省会以及瑟格雷区的首府，后由蓝色安茹地区瑟格雷接替。

## 地理
瑟格雷（47°41'11"N, 0°52'21"W）面积15.88 平方千米，位于法国卢瓦尔河地区大区曼恩-卢瓦尔省，该省份为法国西部内陆省份，大致对应安茹地区，北起顺时针与马耶讷省、萨尔特省、安德尔-卢瓦尔省、维埃纳省、德塞夫勒省、旺代省、大西洋卢瓦尔省和伊勒-维莱讷省接壤。
与瑟格雷接壤的市镇（或旧市镇、城区）包括：乌东河畔拉沙佩勒、拉费里耶尔德弗莱、洛泰勒里德弗莱、卢韦讷、尼瓦索、圣热姆当迪涅。
瑟格雷的时区为UTC+01:00、UTC+02:00（夏令时）。

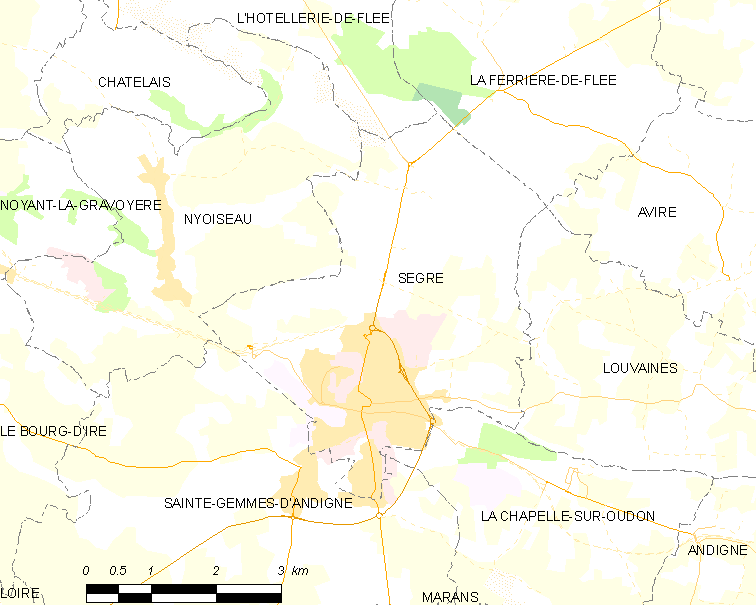
瑟格雷的OSM定位图

## 行政
瑟格雷的邮政编码为49500，INSEE市镇编码为49331。

## 政治
瑟格雷所属的省级选区为蓝色安茹地区瑟格雷县。

## 人口

1962-2008年间瑟格雷人口变化图示

瑟格雷于2018年1月1日时的人口数量为6938人。